# Вест-Сейвілл (Нью-Йорк)
Вест-Сейвілл (англ. West Sayville) — переписна місцевість (CDP) в США, в окрузі Саффолк штату Нью-Йорк. Населення — 4872 особи (2020).

## Географія
Вест-Сейвілл розташований за координатами 40°43′47″ пн. ш. 73°6′19″ зх. д. / 40.72972° пн. ш. 73.10528° зх. д. (40.729739, -73.105200).  За даними Бюро перепису населення США в 2010 році переписна місцевість мала площу 5,45 км², з яких 5,44 км² — суходіл та 0,02 км² — водойми.

## Демографія
Згідно з переписом 2010 року, у переписній місцевості мешкало 5011 осіб у 1771 домогосподарстві у складі 1314 родин. Густота населення становила 919 осіб/км².  Було 2124 помешкання (389/км²).
Расовий склад населення:
| - 96,8 % — білих - 1,1 % — азіатів - 0,7 % — чорних або афроамериканців - 0,1 % — корінних американців |

До двох чи більше рас належало 0,8 %. Частка іспаномовних становила 3,7 % від усіх жителів.
За віковим діапазоном населення розподілялося таким чином: 23,4 % — особи молодші 18 років, 61,6 % — особи у віці 18—64 років, 15,0 % — особи у віці 65 років та старші. Медіана віку мешканця становила 42,8 року. На 100 осіб жіночої статі у переписній місцевості припадало 92,4 чоловіків;  на 100 жінок у віці від 18 років та старших — 89,6 чоловіків також старших 18 років.
Середній дохід на одне домашнє господарство  становив 118 757 доларів США (медіана — 104 330), а середній дохід на одну сім'ю — 137 809 доларів (медіана — 117 370). Медіана доходів становила 87 206 доларів для чоловіків та 58 848 доларів для жінок. За межею бідності перебувало 2,7 % осіб, у тому числі 2,5 % дітей у віці до 18 років та 3,3 % осіб у віці 65 років та старших.
Цивільне працевлаштоване населення становило 2185 осіб. Основні галузі зайнятості: освіта, охорона здоров'я та соціальна допомога — 28,6 %, транспорт — 10,9 %, науковці, спеціалісти, менеджери — 9,8 %, роздрібна торгівля — 9,0 %.